# Thierry Raharison
Thierry Raharison est un joueur français de volley-ball né le 3 octobre 1989 . Il mesure 1,93 m et joue Réceptionneur-attaquant.

## Clubs
| Club                  | Pays   | De        | À         |
| --------------------- | ------ | --------- | --------- |
| Montpellier UC        | France | 2009-2010 | 2011-2012 |
| Saint-Brieuc CAVB     | France | 2012-2013 | 2012-2013 |
| LISSP Calais          | France | 2013-2014 | 2013-2014 |
| Saint-Quentin Volley  | France | 2014-2015 | 2015-2016 |
| AS Saint-Jean-d'Illac | France | 2016-2017 | 2017-2020 |